# Водний шлях

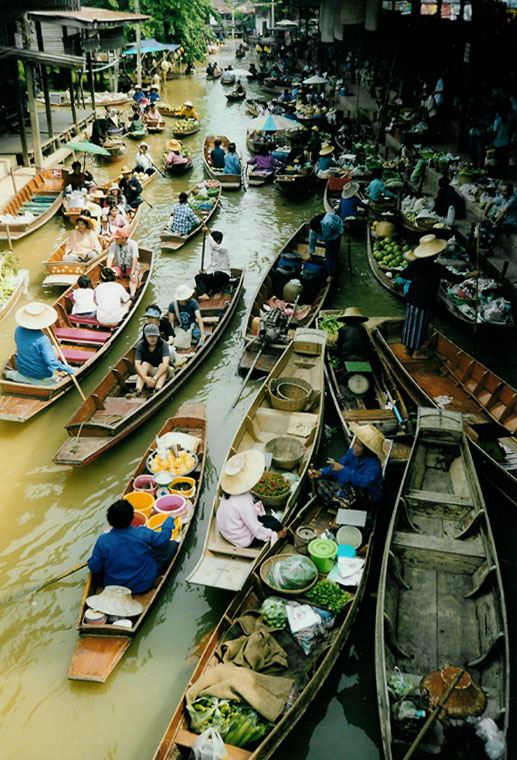
Пливучий ринок на водному шляху в Таїланді.

Во́дний шлях — ділянки водойм і водотоків, що використовуються для судноплавства й лісосплаву; будь-який водний судноплавний шлях, що включає річки, озера, моря, океани та канали.
Критерії водного шляху:
- повинен бути досить глибоким для прохідності по ньому суден;
- повинен бути досить широким для проходу в ширину декількох суден;
- повинен бути вільний від перешкод для навігації (від водоспадів та порогів), або мати шляхи обходу (напр., канали та суднопідіймачі);
- течія у водному шляху має бути несильною;

Водні шляхи заведено розділяти на зовнішні (морські) й внутрішні. Зовнішні водні шляхи — це моря (враховуючи затоки) й океани. В основному судноплавство тут здійснюється по природних водних басейнах. Лише на мілководних підходах до морських портів або в гирлах річок, з глибиною, невідповідною для суден з великою осадкою, зовнішні водні шляхи проходять по штучних ділянках — морським каналах. Штучні зовнішні водні шляхи — також канали, що з'єднують моря й океани (Суецький канал, Панамський і інші). Морські перевезення по зовнішнім водним шляхах діляться на закордонні, які обслуговують зовнішню торгівлю, й каботажні (внутрішні), що знаходяться між портами однієї держави. Перевезення вантажів між різними континентами здійснюються переважно водним транспортом.
Внутрішні водні шляхи бувають природні та штучні. Природними внутрішніми водними шляхами є річки та озера. На невеликих суднах вантажі можуть перевозити навіть у верхів'ях великих річок і по їхніх притоках навіть за глибини 0,6 — 0,7 метра. Сплав же круглого лісу по річках буває економічно доцільним при ще менших глибинах. Природні водні шляхи, в залежності від можливостей їхнього використання, бувають судноплавні або тільки сплавні. Довжина сплавних річок значно перевищує довжину судноплавних. Річкова мережа часто не забезпечує, навіть після робіт з поліпшення умов судноплавства, можливості водних перевезень вантажів між важливими економічними вузлами та районами. У цьому випадку можуть спеціально створюватися штучні водні шляхи — річкові гідровузли, судноплавні канали, міжбасейнові водотранспортні з'єднання.
Перевага водних шляхів перед іншими видами транспорту — можливість перевезення великогабаритних вантажів.
Основні недоліки перевезень вантажів внутрішніми водними шляхами — невелика швидкість руху й сезонність перевезень. Питомий опір руху суден внутрішніми водними шляхами за невеликих швидкостей у кілька разів менший, ніж залізничних вагонів по рейках і, звичайно, автомобільного транспорту по дорогах. Але за збільшення швидкості руху водотоннажних суден опір зростає дуже швидко. На внутрішніх водних шляхах судна плавають зі швидкостями, що рідко перевищують 20 — 22 км/ч. Однак найбільш істотний недолік внутрішніх водних шляхів — сезонність перевезень з перервою на зимовий період, коли річки покриті льодом.
Вартість навантаження вантажів на судна й вивантаження з них тим більша за часткою в загальній вартості перевезення, чим менша відстань між пунктами відправлення та призначення. Тому найкращими є далекі водні перевезення. Однак там, де між пунктами відправлення та призначення немає доріг, і річки є єдиними шляхами сполучення, водні перевезення йдуть навіть на короткі відстані.
Особливості внутрішніх водних шляхів зумовлюють перевезення по них переважно масових навалювальних і сипких вантажів — вугілля, руди, нерудних, будівельних матеріалів. Саме ці вантажі складають більшу частину перевезень внутрішніми водними шляхами.

## Класифікація водних шляхів
- Класифікація європейських внутрішніх водних шляхів[ru]